# آماندا بوردن
آماندا بوردن (به انگلیسی: Amanda Borden) ژیمناست زادهٔ ۱۰ مهٔ ۱۹۷۷ میلادی اهل کشور ایالات متحده آمریکا است.